# Geoparcul Platoul Mehedinți
- Pentru alte utilizări ale antroponimului și toponimului Mehedinți, vedeți Mehedinți (dezambiguizare) .

Geoparcul Platoul Mehedinți este o arie protejată de interes național ce corespunde categoriei a V-a IUCN (parc natural), situată în partea sud-vestică a României, pe teritoriile județelor Gorj (5 %) și Mehedinți (95 %).

## Localizare
Aria naturală  se află  în partea nordică a județului Mehedinți (pe teritoriile administrative ale comunelor Bala, Balta, Bâlvănești, Cireșu, Godeanu, Ilovița, Isverna, Izvoru Bârzii, Obârșia-Cloșani, Podeni și Ponoarele și pe cel al orașului Baia de Aramă) și în cea nord-vestică a județului Gorj, pe teritoriul comunei Padeș.
Parcul natural este încadrat între Munții Mehedinți (grupă muntoasă a Munților Retezat-Godeanu aparținând de lanțul muntos al Carpaților Meridionali) și Piemontul Getic, în imediata apropiere a drumului național DN6, care leagă municipiul Drobeta-Turnu Severin de Caransebeș.

## Descriere
Geoparcul Platoul Mehedinți a fost declarat arie protejată prin Hotărârea de Guvern nr. 2.151 din 30 noiembrie 2004 (privind instituirea regimului de arie naturală protejată pentru noi zone) și se întinde pe o suprafață de 106,500 hectare

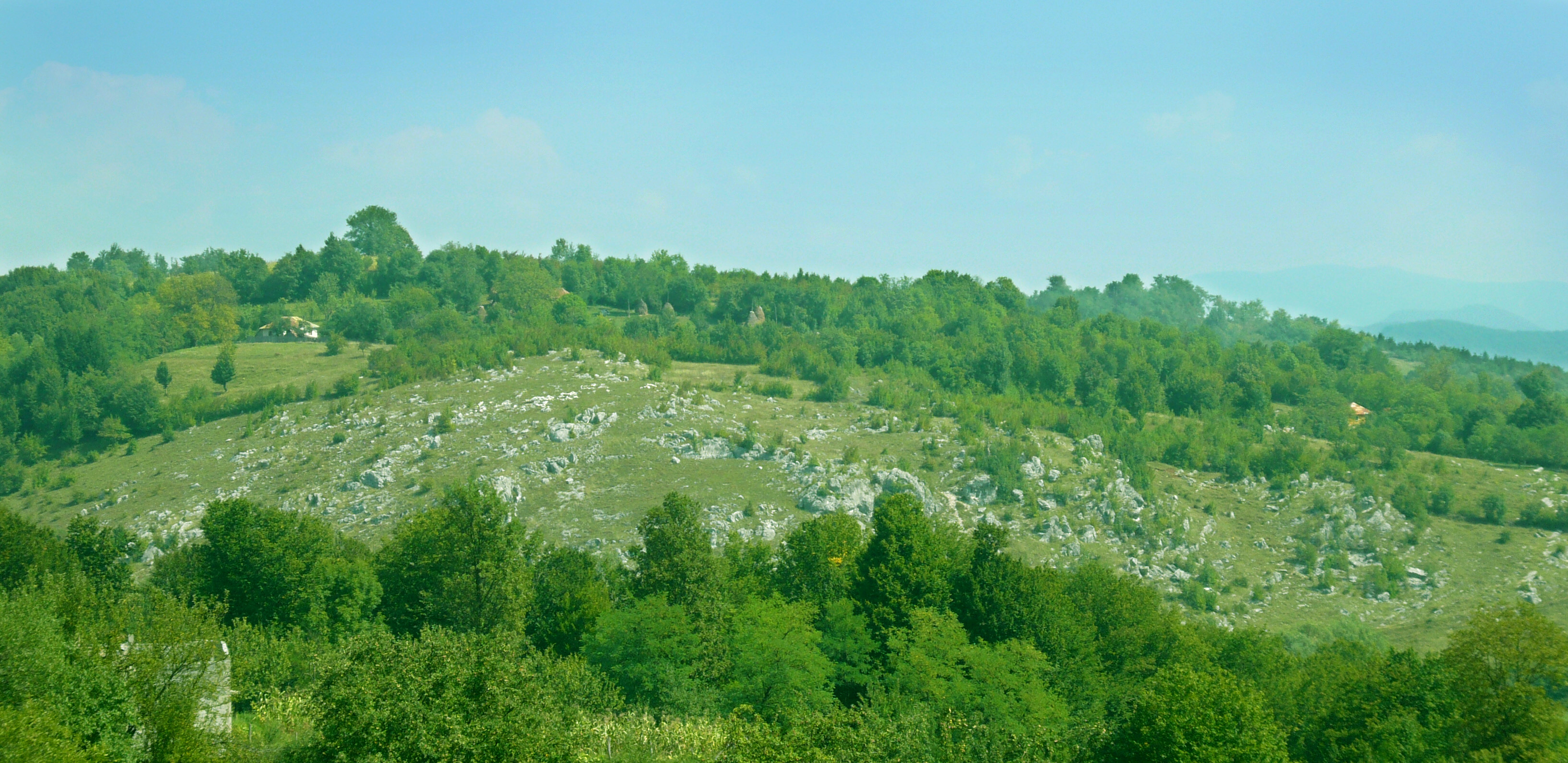
Câmp cu lapiezuri la Ponoarele, Mehedinți

Aria protejată reprezintă o zonă deluroasă (cu un statut mai special datorită gradului destul de ridicat de locuire): înălțimi joase și domoale constituite din șisturi cristaline și calcare atribuite Jurasicului, formațiuni geologice carstice rare (Podul lui Dumnezeu), doline, lapiezuri (Câmpul de Lapiezuri), văi, cheiuri, lacuri (Lacul Zătonul Mare, Lacul Zătonul Mic), peșteri (Peștera Ponoarele); cu păduri, pajiști și fânețe.
În perimetrul parcului natural sunt incluse mai multe arii naturale protejate, printre care: Complexul carstic de la Ponoarele, Pădurea de liliac Ponoarele, Cheile Coșuștei, Cornetul Babelor și Cerboanei, Cornetul Bălții, Cheile Topolniței și Peștera Topolniței, Cornetul Văii și Valea Mănăstirii, Izvorul și stâncăriile de la Câmana, Pereții calcaroși de la Izvoarele Coșuștei și Peștera Epuran.
Parcul se suprapune sitului de importanță comunitară - Platoul Mehedinți și dispune de zece tipuri de habitate naturale (Păduri medio-europene de fag din Cephalanthero-Fagion, Păduri de Tilio-Acerion pe versanți, grohotișuri și ravene, Păduri ilirice de Fagus sylvatica (Aremonio-Fagion), Păduri ilirice de stejar cu carpen (Erythronio-Carpiniori), Păduri de fag de tip Luzulo-Fagetum, Pajiști uscate seminaturale și faciesuri cu tufărișuri pe substrat calcaros (Festuco Brometalia), Comunități de lizieră cu ierburi înalte higrofile de la câmpie și din etajul montan până în cel alpin, Fânețe montane, Tufărișuri subcontinentale peri-panonice și Peșteri în care accesul publicului este interzis); ce adăpostesc o gamă diversă de faună și floră specifică podișului mehedințean.

## Floră
Flora parcului național este constituită din specii vegetale (arbori, arbusti și ierburi) distribuite în concordanță cu structura geologică, caracteristicile solului și climei, structurii geomorfologice sau altitudinii.
Arbori și arbusti: fag (Fagus sylvatica) și gorun (Quercus petraea) în asociere cu mojdrean (Fraxinus ornus), corn (Cornus mas), cărpiniță (Carpinus orientalis), lemn câinesc (Ligustrum vulgare), păducel (Craraegus monogyna), vișin turcesc (Prunus mahaleb), sâmbovină (Celtis australis), ienupăr (Juniperis communis - L.), ghimpe (Ruscus aculeatus) sau liliac (Syringa vulgaris).

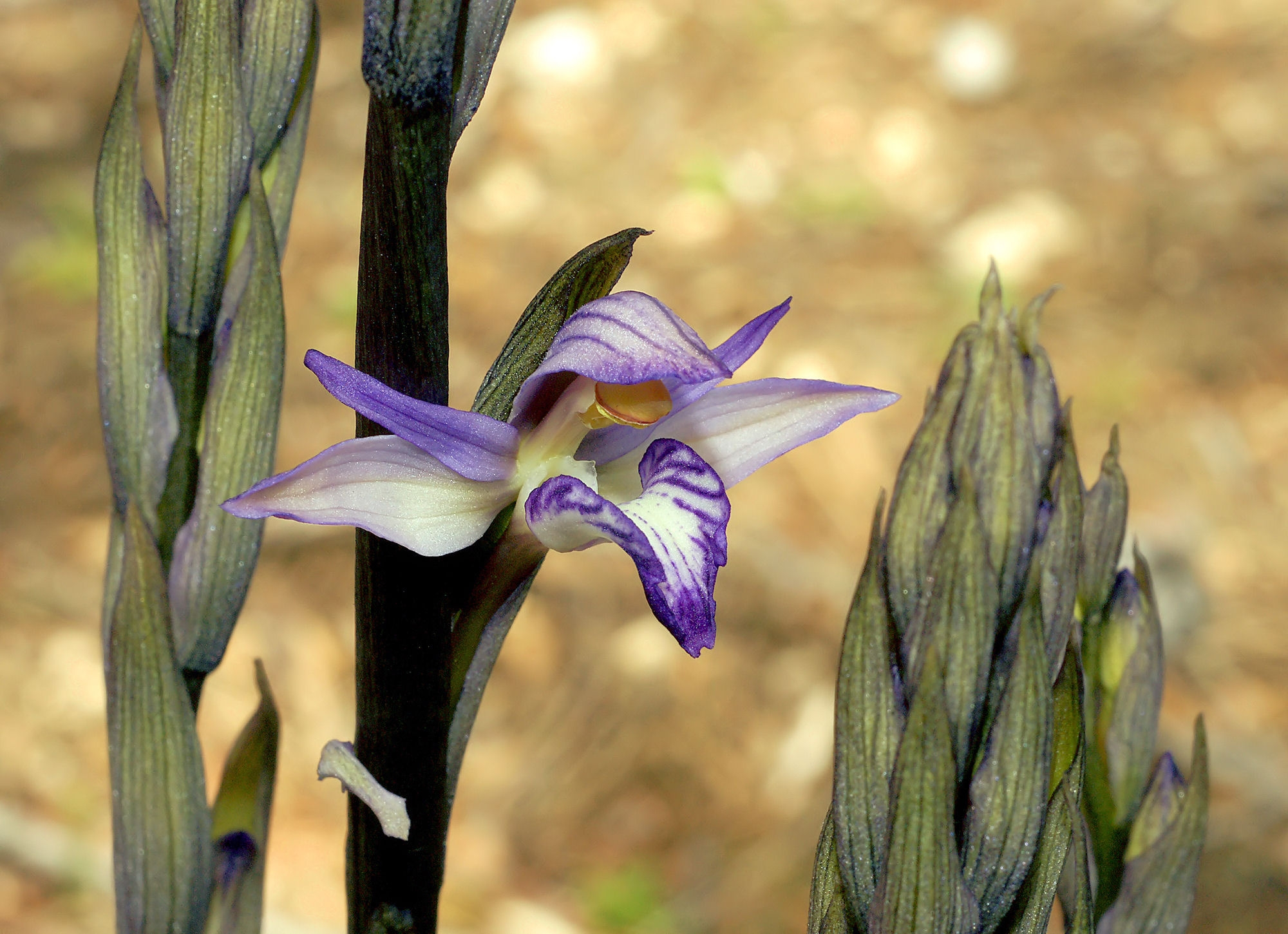
Garbiță (Limodorum abortivum)

Flori și ierburi: clopoțelul de munte (Campanula serrata), ouăle popii (Himantoglossum caprinum), drob (Chamaectysus albus și Chamaecitysus ratisbonensis), crăpușnic (Cirisum furiens), căpșuniță (Cephalanthera damasonium), orhidee (din speciile: Cephalanthera longifolia, Spiranthes spiralis), ploșnițoasă (Orchis coriophora), poroinic (din speciile: Orchis militaris, Orchis mascula, Orchis tridentata), bujori (Orchis laxiflora), gemănăriță (Orchis papilionacea), luminoasă (Clematis recta), salvie (Salvia amplexicaulis), garbiță (Limodorum abortivum), mlăștiniță (Epipactis atrorubens, Epipactis helleborine), odogaci (Saponaria glutinosa), molotru pitic (Trigonella monspeliaca), milițea roșie (Silene armeria), untul-vacii (Orchis mario), lalea pestriță din specia Fritillaria montana, pribolnic (Orchis sima) sau lucernă (Medicago arabica).

## Faună
Fauna parcului este una diversificată și reprezentată de mai multe specii de mamifere, păsări, pești, amfibieni și reptile, unele protejate prin lege și aflate pe lista roșie a IUCN sau enumerate în anexa I-a a Directivei Consiliului European 92/43/CE din 21 mai 1992 (privind conservarea habitatelor naturale și a speciilor de faună și floră sălbatică).
Mamifere cu specii de: lup (Canis lupus), vulpe (Vulpes vulpes cricigera), cerb (Cervus elaphus), căprioară (Capreolus capreolus), pisică sălbatică (Felis silvestris), jder de copac (Martes martes), iepure de câmp (Lepus europaeus), veveriță roșie (Sciurus vulgaris), liliacul de apă (Myotis daubentonii), liliacul urecheat (Plecotus auritus), liliacul mare cu potcoavă (Rhinolophus ferrumequinum), liliacul cu urechi late (Barbastella barbastellus), liliacul comun (Myotis myotis), liliac cu urechi de șoarece (Myotis blythii), pârșul comun (Myoxus glis), pârșul de alun (Muscardinus avellanarius);
Păsări:  ciocănitoare pestriță mare (Dendrocopus major), ciocănitoare (Melanerpes carolinus), sticlete (Carduelis carduelis), codobatură (Motacilla alba), pitulice (Sylvia nisoria), pupăză (Upupa epops), pițigoi (Canus major), grangur (Oriolus oriolus), privighetoare (Luscinia megarhynchos), gaiță (Garrulus glandarius), mierlă (Turdus merula), cioară de semănătură (Corvus frugilegus), rândunică (Tachycineta bicolor), vrabie (Passer domesticus), cuc (Cuculus canorulus), cinteză (Fringilla coelebs), uliu-păsărar (Accipiter nisus);
Reptile și amfibieni: viperă cu corn (Vipera ammodytes), șarpele de alun (Coronella austriaca), năpârcă (Anguis fragilis), șopârlă de câmp (Podarsis laurica), broască-țestoasă de uscat (Testudo hernmanni), broasca țestoasă de baltă (Emys orbicularis), ivorașul-cu-burta-galbenă (Bombina variegata), tritonul cu creastă (Triturus cristatus), brotacul verde de copac (Hyla arborea), salamandră (Salamandra salamandra).

## Căi de acces
- Drumul național DN6 pe ruta: Craiova - Filiași - Strehaia - Cremenea - Prunișor - Șimian - Drobeta-Turnu Severin - drumul național DN67 - Puținei - Malovăț.

## Monumente și atracții turistice
În vecinătatea parcului și pe teritoriul acestuia se află numeroase obiective de interes istoric, cultural și turistic (mănăstiri, biserici de lemn, rezervații naturale); astfel:

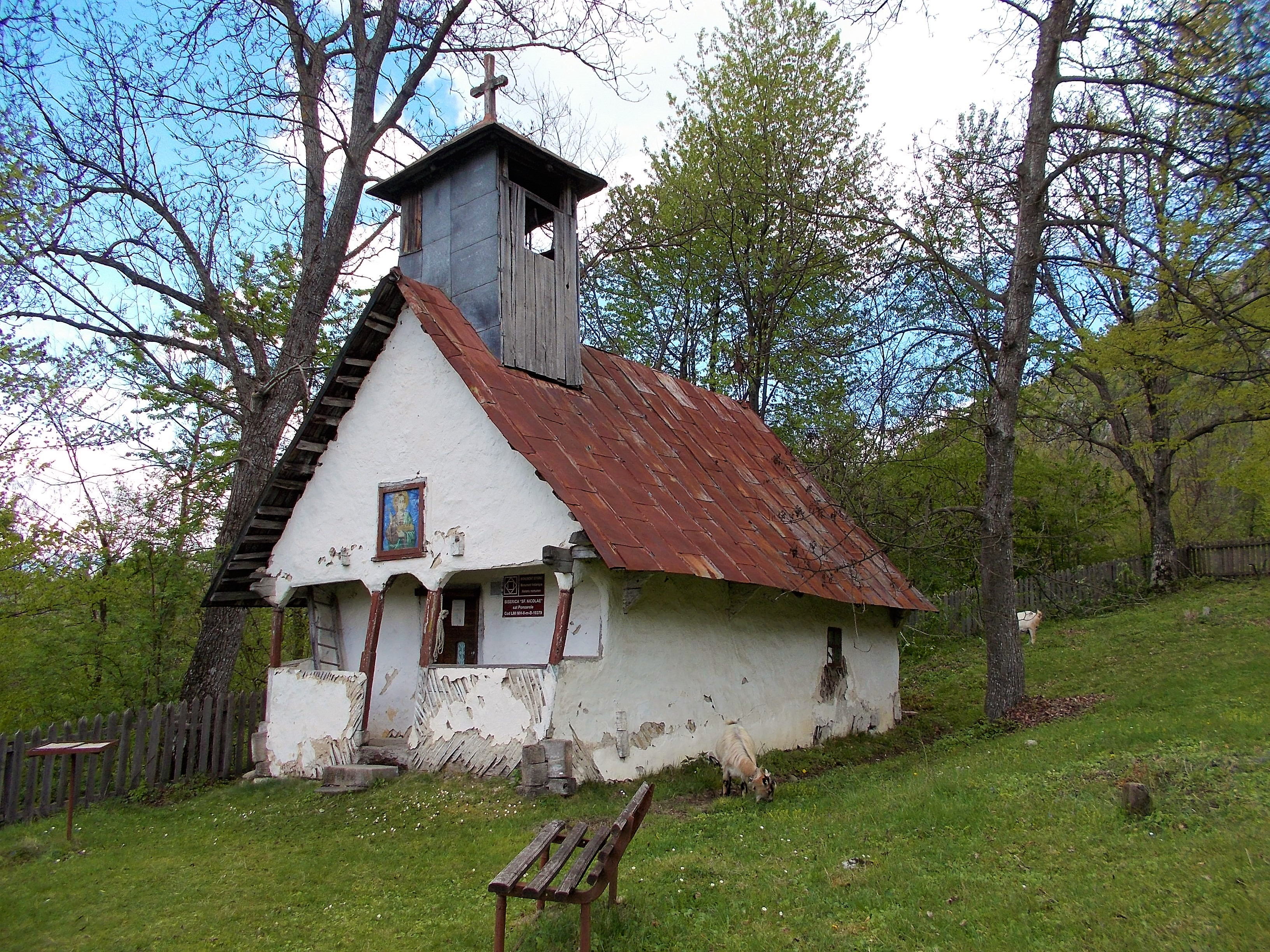
Biserica de lemn din Ponoarele

- Biserica "Sf. Treime" din Gărdăneasa, construcție 1887, monument istoric.

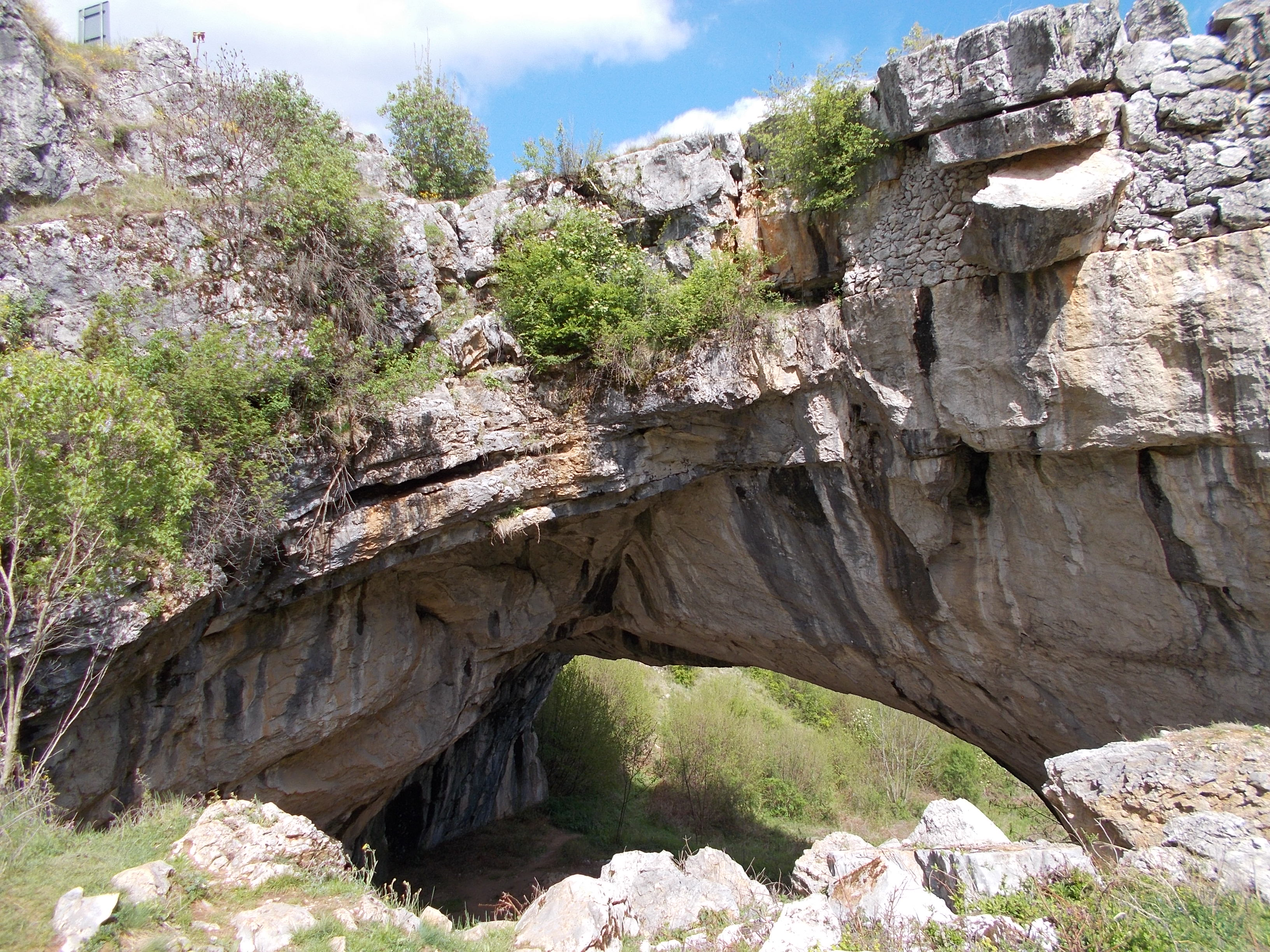
Podul lui Dumnezeu

- Biserica de lemn "Sf. Nicolae" din Ponoarele, construcție 1766, monument istoric.
- Ansamblul Mănăstiri Baia de Aramă (Biserica "Sf. Voievozi", chilii și zid de incintă), construcție 1699-1703, monument istoric.
- Biserica de lemn "Sf. Nicolae" din Bala de Sus, construcție 1882, monument istoric.
- Biserica de lemn "Sf. Voievozi" din Balta, construcție secolul al XVIII-lea, monument istoric.
- Biserica de lemn „Sfinții Apostoli Petru și Pavel” din Brebina, construcție 1757, monument istoric.
- Biserica "Sf. Apostoli" a fostului schit din Comănești, construcție 1879-1881, monument istoric.
- Biserica de lemn "Sf. Nicolae" din Costești, construcție 1835, monument istoric.
- Biserica de lemn "Sfântul Nicolae" din Drăghești, construcție 1853, monument istoric.
- Biserica de lemn "Sf. Voievozi" din Isverna, construcție 1883, monument istoric.
- Biserica "Sf. Arhangheli" din Izvoru Bârzii, construcție secolul al XIX-lea, monument istoric.
- Biserica de lemn "Sf. Nicolae" din Mălărișca, construcție 1875, monument istoric.
- Ansamblul Mănăstirii "Schitul Topolnița" din satul Schitu Topolniței, Mehedinți (Biserica "Tăierea Capului Sf. Ioan Botezătorul", stăreție, arhondaric, chilii, turn-clopotniță și zidde incintă), construcție 1600-1611, monument istoric.

- Biserica de lemn "Sf. Nicolae" din Negoiești, construcție secolul al XVIII-lea, monument istoric.
- Biserica de lemn "Sf. Dimitrie" din Păunești, construcție 1835, monument istoric.
- Biserica "Adormirea Maicii Domnului" din Pistrița, construcție 1819, monument istoric.
- Biserica "Sf. Ilie" din Podeni, construcție 1859, monument istoric.
- Biserica de lemn "Adormirea Maicii Domnului" din Prejna, construcție 1808, monument istoric.
- Biserica de lemn "Sf. Îngeri" din Proitești, construcție 1792, monument istoric.
- Biserica de lemn "Sf. Voievozi" din Seliștea, construcție 1763, monument istoric.
- Biserica de lemn "Sf. Arhangheli" din Sfodea, construcție 1792, monument istoric.
- Biserica de lemn "Sf. Voievozi" din Titerlești, construcție 1862-1863, monument istoric.
- Biserica de lemn "Sf. Gheorghe" din Turtaba, construcție 1792, monument istoric.
- Podul lui Dumnezeu de la Ponoarele, cunoscut și sub denumirea de Podul Uriașilor). Acesta  este cel mai mare pod natural din țără și al doilea ca mărime din Europa[21].
- Complexul carstic de la Ponoarele, rezervație naturală (de tip geologic, peisagistic, floristic și faunistic) unde sunt întâlnite câteva formațiuni geologice rare; printre care: podul natural și câmpul cu lapiezuri.